# Eretmapodites mattinglyi
Eretmapodites mattinglyi är en tvåvingeart som beskrevs av Hamon och Someren 1961. Eretmapodites mattinglyi ingår i släktet Eretmapodites och familjen stickmyggor. Inga underarter finns listade i Catalogue of Life.